# آرمان میکائلیان
آرمان میکائلیان (ارمنی: Արման Միքայելյան؛ زادهٔ ۲۵ نوامبر ۱۹۹۶) شطرنج‌باز اهل ارمنستان است که از سال ۲۰۱۷ عنوان استادبزرگ فیده را در اختیار دارد.
در سال ۲۰۱۱ نایب قهرمانی المپیاد شطرنج نوجوانان جهان (زیر ۱۶ سال) شد. آرمان میکائلیان برنده مدال نقره مسابقات قهرمانی شطرنج ارمنستان در سال ۲۰۱۵ شد.
| به‌دلیل برخی مشکلات فنی، نمودارها موقتاً قابل مشاهده نیستند. اطلاعات بیشتر پیرامون این مشکل در فابریکاتور و وبگاه مدیاویکی در دسترس است. | |
| | به‌دلیل برخی مشکلات فنی، نمودارها موقتاً قابل مشاهده نیستند. اطلاعات بیشتر پیرامون این مشکل در فابریکاتور و وبگاه مدیاویکی در دسترس است. |